# متفطرة بريزبنية
متفطرة بريزبنية (الاسم العلمي: Mycobacterium brisbanense) هي نوع من البكتيريا يتبع جنس المتفطرة من فصيلة المتفطرات.
سمي هذا النوع نسبة لمدينة بريزبان.